# Džibutsko na Letních olympijských hrách 1988
Džibutsko se zúčastnilo Letní olympiády 1988 v jihokorejském Soulu ve dvou sportech.

## Medailisté
| Medaile | Jméno               | Sport    | Soutěž       |
| ------- | ------------------- | -------- | ------------ |
| Bronz   | Hussein Ahmed Salah | Atletika | Muži maraton |